# Gortyna ifranae
Gortyna ifranae là một loài bướm đêm trong họ Noctuidae.